# Уро (село)
Уро́ (Большое Уро) — село в Баргузинском районе Бурятии. Административный центр сельского поселения «Уринское».

## География
Расположено, бо́льшей частью, на правом берегу реки Уро (впадает в протоку Кокуйскую реки Баргузин), в 24 км юго-восточнее районного центра, села Баргузин.

## Население
| 2002 | 2010  |
| ---- | ----- |
| 1362 | ↘1160 |

## Инфраструктура
Администрация сельского поселения, средняя общеобразовательная школа, детский сад, Дом культуры, библиотека, врачебная амбулатория, почтовое отделение.

## Экономика
Заготовка и переработка древесины, крестьянско-фермерские хозяйства.

## Достопримечательности

### Казанская церковь
Казанская церковь — православный храм, относится к Северобайкальской епархии Бурятской митрополии Русской православной церкви.